# المستشفى الأميري
المستشفى الأميري، يقع في مدينة الكويت، وهو أول مستشفى حكومي تم بناءه في الكويت بعد أن كان يعتمد المستشفى الأمريكاني سابقًا. بني المستشفى في عام 1941 بعد موافقة مجلس الشورى على بنائه، وتعطلت أعمال البناء بسبب الحرب العالمية الثانية، ولكن اكتمل بناؤه بعد انتهاء الحرب، وافتتح في عام 1949، وكان يضم في ذلك الوقت 45 سريرًا وغرف للعمليات و المختبر و الصيدلية. وتم توسيع المستشفى عدة مرات، وتم هدمه وبناؤه مرة أخرى بالكامل في عام 1984.

## التاريخ
بدأ العمل الطبي بأخذ الشكل النظامي في بداية القرن العشرين. ففي عام 1913 قامت الجمعية الخيرية بافتتاح مستوصف خيري بإدارة طبيب تركي، وافتتح مستشفى الإرسالية الأمريكية عام 1914 ويعد أقدم المستشفيات في الكويت. وبعد تأسيس دائرة الصحة العامة عام 1936 اتضح النقص في الخدمات الصحية، فتم بناء أول مستوصف حكومي عام 1939، إلا أن الخدمات التي كان يقدمها المستوصف محدودة ولا تلبي الحاجة المتزايدة للخدمات الصحية. وأثر ذلك قدم مدير المستوصف الدكتور يحيى الحديدي عام 1940 تقريراً تضمن فيه الحاجة إلى إنشاء مستشفى يستوعب الأعداد المتزايدة من المرضى.
فقامت دائرة الصحة العامة بتفويض الدكتور يحيى الحديدي بمتابعة أمور بناء المستشفى الجديد والذي سمي لاحقاً بالمستشفى الأميري. بدأ البناء فيه عام 1941 على قطعة من الأرض تبرع بها حمد عبد الله الصقر، بالإضافة إلى قطعة أرض مجاورة تابعة للنوخذة صالح المسباح اشترتها الحكومة منه فألحقتها بالمستشفى. ولم يفتتح إلا عام 1949. وتأخرت عملية البناء مراراً نتيجة لنقص مواد البناء أثناء الحرب العالمية الثانية. قام حاكم الكويت الشيخ أحمد الجابر الصباح بافتتاح المستشفى في 18 أكتوبر 1949.

## البناء والطاقم الطبي
| تطور أعداد المراجعين للعيادات الخارجية للمستشفى | تطور أعداد المراجعين للعيادات الخارجية للمستشفى |
| ----------------------------------------------- | ----------------------------------------------- |
| 2000                                            | 83791                                           |
| 2001                                            | 83613                                           |
| 2002                                            | 131163                                          |
| 2003                                            | 147510                                          |
| 2004                                            | 146157                                          |
| 2005                                            | 142174                                          |
| 2006                                            | 131214                                          |
| 2007                                            | 131287                                          |
| 2008                                            | 137081                                          |
| 2009                                            | 154084                                          |

تكون المستشفى الأميري عند أفتتاحه من مبنى ذو طابق واحد يحتوي على 45 سريراً، وضم الأجنحة والصيدلية وغرف العمليات، وضم الطاقم عند افتتاحه 13 طبيباً وممرضتين. وكان البناء يتسع بحد أقصى 100 سرير إلا إن الإقبال المتزايد على المستشفى أدى إلا إضافة عدد من الأجنحة في الجهة الجنوبية من المبنى حتى بلغ عدد الأجنحة 15 جناحاً تضم 620 سريرا وذلك عام 1961. وأضيفت أقسام أخرى كالمختبر وعيادات الأسنان والعلاج الطبيعي. وفي عام 1954 بني ملحق للمستشفى في منطقة الصليبيخات لاستيعاب المرضى.
تم اتخاذ قرار المبنى القديم للمستشفى في عام 1977، وأعيد بناء المستشفى ليصبح مبنى مكون من 9 أدوار ويضم التخصصات الطبية الأساسية، وافتتح المبنى الجديد (الحالي) في 18 فبراير 1984.
و في عام 1988 تم افتتاح مركز ثنيان الغانم لأمراض الجهاز الهضمي، ويحتوي على جناحين وغرف وعيادات للمناظير. وفي عام 2010 تم افتتاح مركز صباح الأحمد للقلب. ويحتوي المستشفى حالياً على 17 جناحاً لتخصصات الباطنية والجراحة والعناية المركزة والأطفال، كما يضم مبنى متخصص لاستقبال مرضى الجهاز الهضمي وآخر لأمراض القلب. ويبلغ عدد الأطباء 295 طبيباً، أما هيئة التمريض فتبلغ 923 ممرضا وممرضة و177 إداري. وبلغ عدد المرضى المراجعين في العيادات الخارجية للمستشفى في عام 2009 154084 مريض، بينما بلغ عدد حالات الدخول للمستشفى في نفس العام 14784 مريض بمتوسط نسبة إشغال للأسرة تقدر بـ61%.

## الخدمات الصحية

### المستشفى الأميري
يضم المستشفى الأميري التخصصات التالية: الباطنية بتخصصاتها الفرعية كأمراض الغدد الصماء، أمراض القلب، أمراض الكلى، والعناية المركزة، والجراحة بتخصصاتها العامة والمسالك البولية، وطب الأطفال. كما يضم أقسام المختبر والأشعة والطب النووي.

### المباني التابعة
- مركز ثنيان الغانم لأمراض الجهاز الهضمي
- مركز صباح الأحمد لأمراض القلب